# Бахавалнагар
Бахавалнагар (урд. بہاولنگر) је град у Пакистану у покрајини Панџаб. Према процени из 2006. у граду је живело 128.927 становника.

## Становништво
Према процени, у граду је 2006. живело 128.927 становника.
| 1981.  | 1998.   | 2006.   |
| ------ | ------- | ------- |
| 74.533 | 109.642 | 128.927 |